# Batocera andamana
Batocera andamana är en skalbaggsart som beskrevs av Thomson 1878. Batocera andamana ingår i släktet Batocera och familjen långhorningar. Inga underarter finns listade.